# Wiesław Stasiak
Wiesław Wojciech Stasiak (ur. 15 października 1945 w Żytowicach) – polski polityk, rolnik, samorządowiec, poseł na Sejm II kadencji.

## Życiorys
Ukończył w 1982 studia na Wydziale Rolnym Szkoły Głównej Gospodarstwa Wiejskiego. Prowadzi indywidualne gospodarstwo rolne. Do początku lat 90. kierował zarządem spółdzielni. Wstąpił do Polskiego Stronnictwa Ludowego, zasiadł w radzie naczelnej tej partii. Był posłem II kadencji, wybranym w okręgu łódzkim. W latach 1998–2006 sprawował mandat radnego sejmiku łódzkiego, obejmując też stanowiska w zarządzie województwa. W 2006 nie został ponownie wybrany. Bez powodzenia kandydował w międzyczasie w 2001 do Senatu.
W 2010 ponownie został radnym województwa, mandat utrzymał także w 2014. Nie został ponownie wybrany w 2018.
Odznaczony Krzyżem Kawalerskim Orderu Odrodzenia Polski (1999) oraz Odznaką Honorową za Zasługi dla Samorządu Terytorialnego (2015).